# Heredia (Costa Rica)
Heredia é uma cidade da Costa Rica, capital da província de Heredia e do cantão de Heredia.
O símbolo da cidade é o Fortín, uma construção de cerca de 13 metros de altura que data de 1876 e que foi desenhada por Fadrique Gutiérrez, um escultor e fotógrafo local.
- Latitude: 10° 0' 0" Norte
- Longitude: 84° 7' 0" Oeste
- Altitude: 1.172 metros

## Demografia
No censo realizado em 2000, Heredia possuía 20.191 habitantes, sua população estimada em 1 de julho de 2004 era de 21.962 habitantes.

## História
A cidade foi fundada por volta de 1570 com o nome de Cubujuquí, posteriormente alterado para Villavieja. O nome atual foi adotado em 1763. 
Durante um curto período, por volta de 1830, Heredia serviu como capital nacional.